# Chó săn nòi Phần Lan
Chó săn nòi Phần Lan (suomenajokoira, Finnish Bracke) là một giống chó có nguồn gốc ở Phần Lan ban đầu được nuôi để săn thỏ và cáo.

## Mô tả

### Ngoại hình
Bộ lông của chó săn nòi Phần Lan ngắn, dày đặc và khắc nghiệt khi chạm vào. Bộ lông có ba màu là màu đen, màu nâu với các mảng màu trắng trên đầu, chân, ngực và đầu đuôi. Chiều cao thường là 20-24 inche (52–61 cm) and weight 45-55 pound (20–25 kg).

### Tập tính
Chó săn nòi Phần Lan là một giống chó thân thiện, bình tĩnh và tích cực. Giống chó này rất năng động trong các cuộc săn bắn và là giống chó theo dõi tốt. Nó thường đi săn một mình.

## Chăm sóc

### Thể dục
Chó săn nòi Phần Lan là những con chó làm việc năng động với sức chịu đựng tuyệt vời. Chúng cần đi dạo, chạy hàng ngày, và rất nhiều hoạt động. Tuổi thọ của giống chó này khoảng 12 năm.

### Chải chuốt
Bộ lông mịn, ngắn có thể chăm sóc dễ dàng. Việc chải chuốt có thể được thực hiện với một bàn chải lông cứng, và dầu gội khô có thể được sử dụng đôi khi nếu cần thiết. Bộ lông không cần tắm trừ khi rất bẩn.

### Mất điều hoà tiếu não
Chó săn nòi Phần Lan bị bệnh di truyền, mất điều hòa tiểu não, buộc mọi người phải tiêu diệt nhiều con chó. Điều này đã được bắt nguồn từ một đột biến đơn lẻ trong một gen có tên là SEL1L. Các tế bào đột biến bị sự gián đoạn trong lưới nội mạc, dẫn đến bệnh tật. Người ta hy vọng rằng một thử nghiệm sẽ được phát triển để sàng lọc cho sự đột biến này.

## Lịch sử
Chó săn nòi Phần Lan là kết quả của một chương trình nhân giống vào những năm 1800, liên quan đến những con chó của Pháp, Đức và Thụy Điển. Mục đích là để phát triển một con chó săn có thể làm việc trên địa hình đồi núi và trong tuyết sâu. Chó săn nòi Phần Lan đã trở thành một trong những giống chó phổ biến nhất của Phần Lan. Mặc dù giống chó này rất phổ biến ở Phần Lan và Thụy Điển, nó khá phổ biến ở những nơi khác.